# Greste
Greste ist eine ehemalige selbständige Gemeinde und nun der größte Ortsteil im Südosten der Gemeinde Leopoldshöhe im Kreis Lippe. Es grenzt im Osten an die Stadt Lage und die Stadt Oerlinghausen im Süden.

## Geographie
Greste liegt nördlich des Höhenzugs des Teutoburger Waldes im Ravensberger Hügelland. Die nicht baulich erschlossenen Gebiete bestehen überwiegend aus landwirtschaftlich genutzter Fläche.

## Ortsteilgliederung
Gemeinsam mit den Ortsteilen Asemissen und Bechterdissen bildet der westliche Teil von Greste einen im Zusammenhang bebauten Siedlungsraum. Östlich davon befindet sich die ursprüngliche Hagen-Siedlung Greste  (retronym Greste-Dorf genannt), der räumlich und durch den Bach Windwehe von ersterem Ortsteil getrennt ist. Weiterhin findet sich im Süden das unmittelbar an den Oerlinghausener Ortsteil Helpup grenzende Gewerbegebiet Greste.
Zum Ortsteil gehören auch die Bauerschaften Dahlhausen und Evenhausen an der L 751; bis in die 1970er Jahre führte sie direkt durch diese Ortschaft.

## Geschichte
|                          |                                              |                                                 |
| Luftbild von Greste-Dorf | Luftbild vom Gewerbegebiet Greste bei Helpup | Luftbild von Greste bei Asemissen/Bechterdissen |

Der Ort Greste wurde 1488 erstmals urkundlich erwähnt. Der Hof Meier zu Ermgassen wurde bereits 1395 erwähnt.
Am 1. September 1921 wurde die Gemeinde Leopoldshöhe aus Gebietsteilen der Gemeinde Greste und der aufgelösten Gemeinde Hovedissen neu gebildet.
Im Rahmen der Gemeindeneugliederung kam Greste durch das Lemgo-Gesetz am 1. Januar 1969 zur Gemeinde Leopoldshöhe. Letzter Bürgermeister der Gemeinde von 1961 bis 1969 war Fritz Huvendiek.

### Einwohnerentwicklung
| Jahr      | 1860 | 1939 | 1962 |
| Einwohner | 1232 | 1176 | 1590 |
| --------- | ---- | ---- | ---- |